# Thayarunde-Radweg

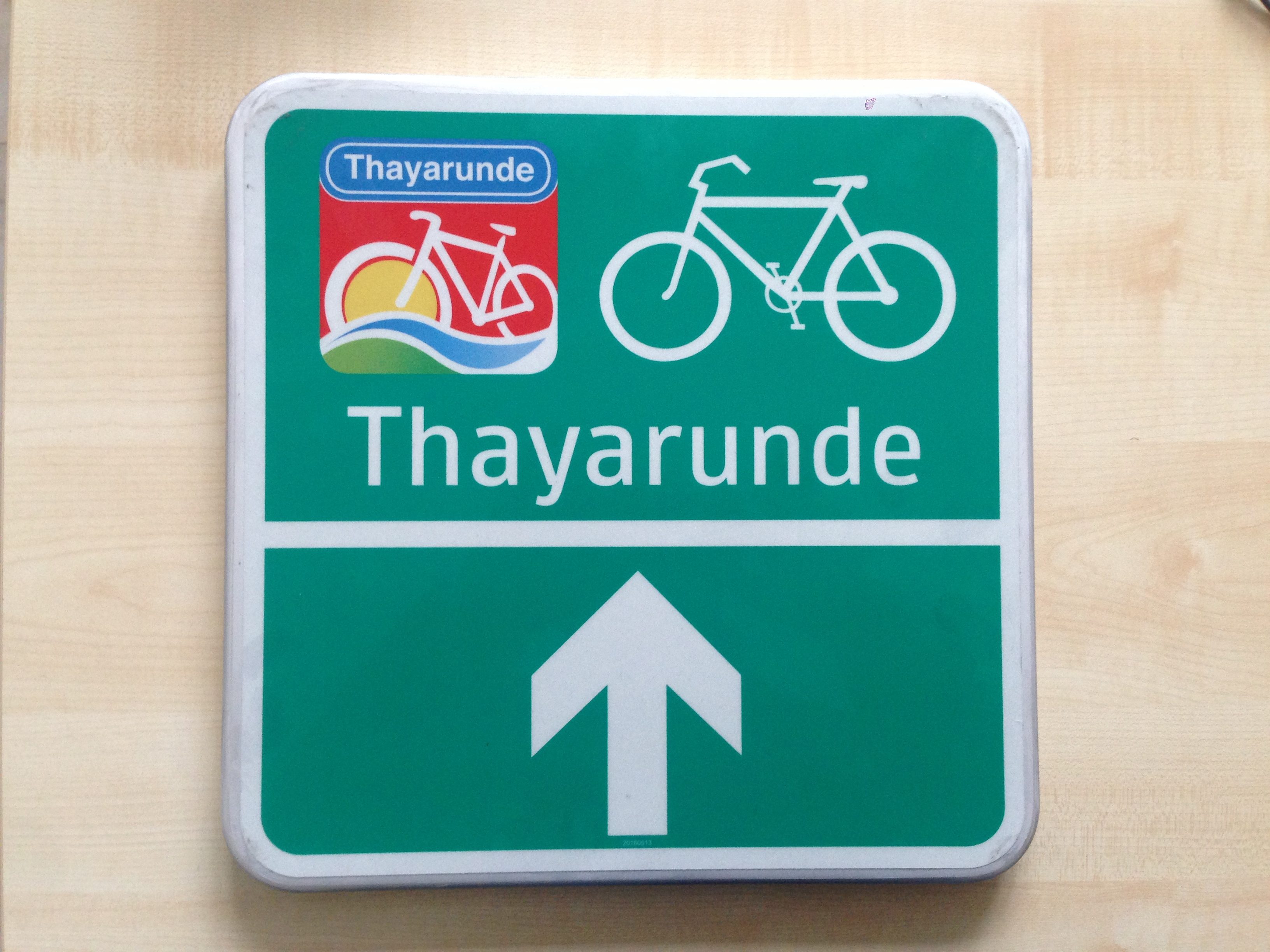
Oostenrijkse bewegwijzering

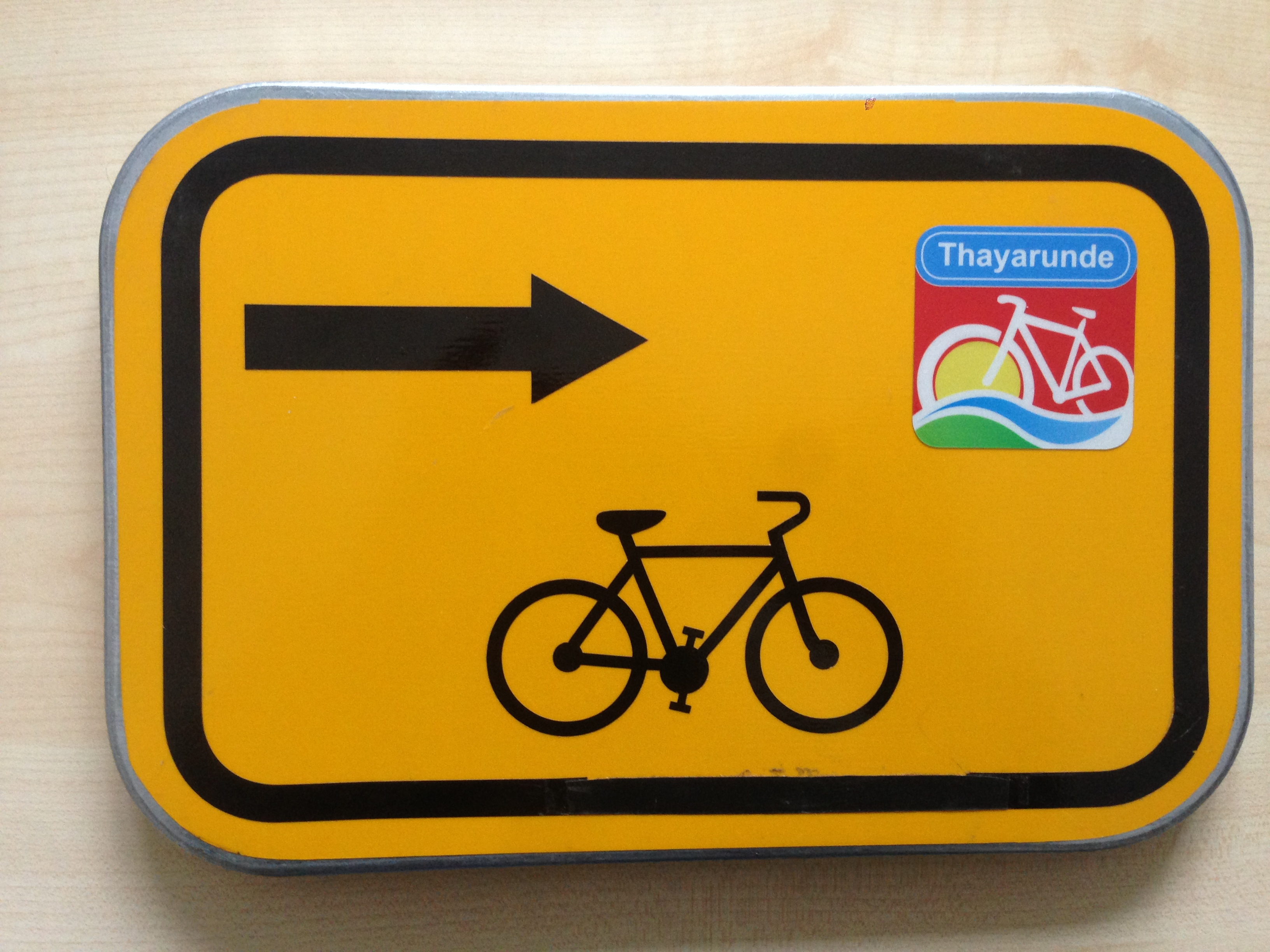
Tsjechische bewegwijzering

De Thayarunde-Radweg (Duits) of Cyklostezka Die Thayarunde (Tsjechisch) is een langeafstandsfietsroute in Tsjechië en Oostenrijk. De 111 kilometer lange route in vijf etappes op voormalige spoorwegen in het dal van de Thaya. 